# USS Okinawa (LPH-3)
El USS Okinawa (LPH-3) fue el segundo buque de asalto anfibio de la clase Iwo Jima de la Armada de los Estados Unidos. Fue el segundo buque al que se le asignó el nombre Okinawa, en honor de la batalla de Okinawa ocurrida durante la Segunda Guerra Mundial.

## Historia

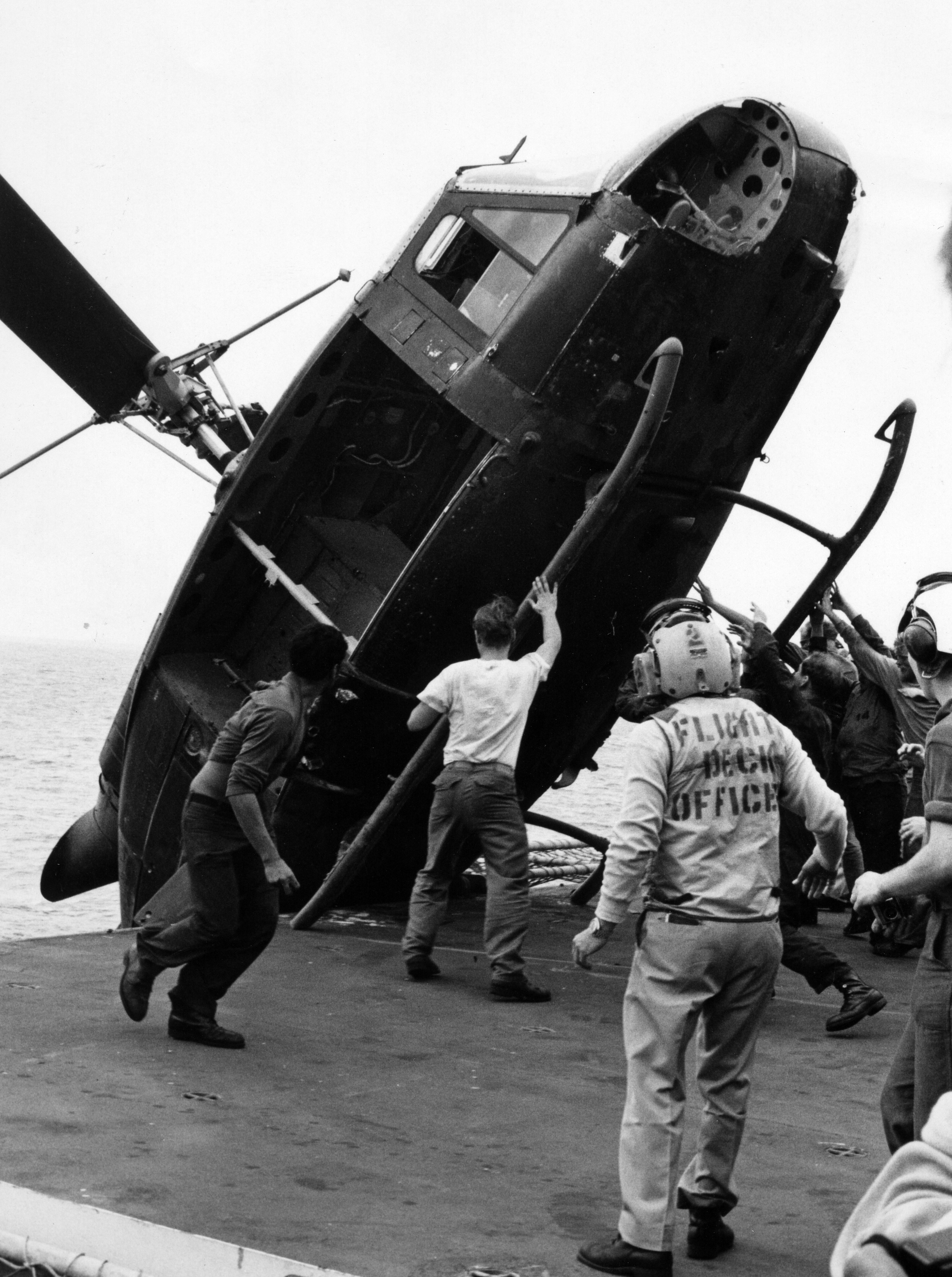
Helicóptero sudvietnamita, arrojado al mar desde la cubierta del USS Okinawa durante la evacuación de Saigón en abril de 1975 para hacer sitio a los nuevos helicópteros que se acercaban.

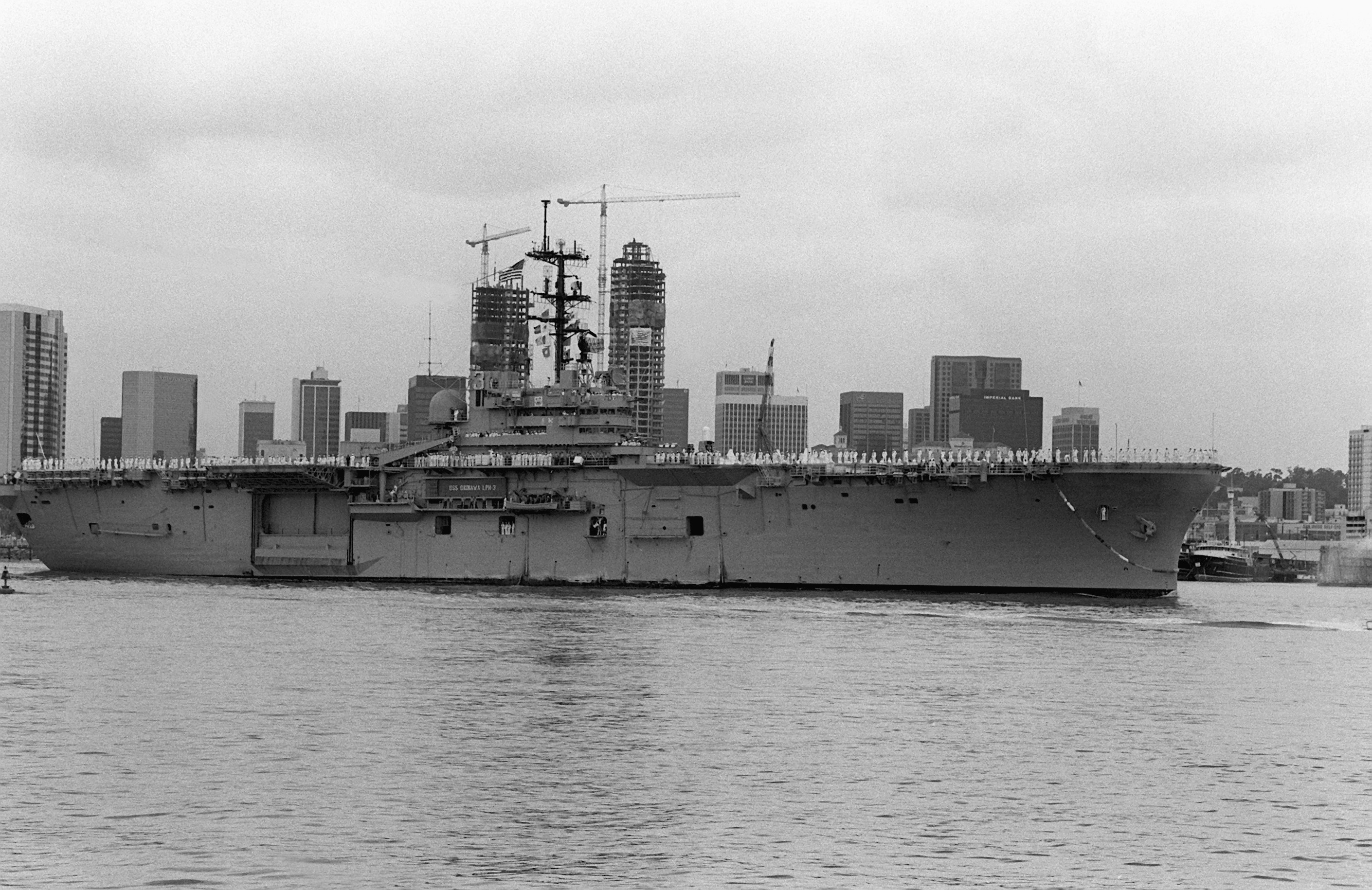
El USS Okinawa en San Diego en el año 1991.

El USS Okinawa fue puesto en grada en los astilleros Philadelphia Naval Shipyard, Filadelfia, Pensilvania el 1 de abril de 1960 (15.º aniversario de la invasión de Okinawa); fue botado el 19 de agosto de 1961, siendo la madrina del acto la esposa del Senador por el estado de Arkansas John L. McClellan, entró en servicio el 14 de abril de 1962, siendo su primer Comandante el capitán William E. Lemos.
El 13 de marzo de 1967 fue preparado para su primer despliegue en Vietnam. El 13 de abril, mientras navegaba hacia Taiwán, recibió una llamada de socorro del buque de bandera panameña Silver Peak', al día siguiente pudo rescatar a los 38 tripulantes cerca de las Islas Senkaku.
En abril de 1968, participó en la recuperación de la cápsula no tripulada Apolo 6 a unas 380 millas al norte de Kauai, Hawái.
El 7 de agosto de 1971, fue el buque encargado de la recuperación del Apolo 15.
En abril de 1975, participa en las operaciones Eagle Pull y Frequent Wind en ambas operaciones se evacuó a ciudadanos estadounidenses y al personal de las embajadas en Camboya y Vietnam.
El USS Okinawa fue dado de baja en el registro naval de buques el 17 de diciembre de 1992 y transferido a la Administración Marítima de Estados Unidos y dado de alta en la Flota de Reserva de Defensa Nacional, permaneciendo atracado en Suisun Bay, Benicia, California.	
El buque fue hundido como barco objetivo en los ejercicios SINKEX, el 6 de julio de 2002, frente a las costas del sur de California. Tras ser bombardeado con misiles AGM-65 Maverick y Harpoon el buque terminó hundiéndose después de ser alcanzado por un torpedo Mark 48 lanzado por el submarino clase Los Ángeles,  USS Portsmouth (SSN-707). El buque se encuentra a unas 2.020 brazas de profundidad.031°27′N 119°42′O / 31.450, -119.700